# Webcuts

Logo des Festivals 2013

Webcuts Internet Film Fest Berlin ist ein internationales Festival für Filme, die speziell für das Internet produziert wurden oder hauptsächlich im Internet publiziert wurden. 
Webcuts wurde 2001 in Berlin von Eckhard M. Jäger (alias Bart), Artdirector bei area42 – Agentur & Systempartner, gegründet. Webcuts ist eine nichtkommerzielle Plattform, bei der Filme und Filmemacher aus der Anonymität des Internets auf eine große Kinoleinwand geholt werden, um sie so einem breiten Publikum zugänglich zu machen.
Die „Webcuts 04+05“ fand am 6. Oktober 2005 statt und wurde von ca. 400 Personen vor Ort und 400 Personen per Live-Stream verfolgt.
Webcuts.06 prämierte am 12. Oktober 2006 in Berlin die besten Internet-Kurzfilme. Mit „Video 3000“ kam der Gewinner erstmals aus Deutschland und begeisterte Jury und Publikum gleichermaßen.